# Transporte de produtos alimentares
O transporte de produtos alimentares (também conhecido por transporte de bens alimentares) para consumo humano, deve garantir o estado natural e a qualidade dos produtos transportados sendo estes refrigerados ou não. O objectivo é impedir o seu contágio e degradação durante o transporte (Branco, 2003).
O transporte de produtos alimentares deve apresentar determinadas características, e seguir diversas normas, para que a segurança alimentar dos consumidores não esteja em causa. Dentro dos veículos de transporte existem vários modelos consoante o produto alimentar que transportam, sendo os veículos que transportam alimentos perecíveis os que apresentam maiores cuidados nomeadamente com a temperatura. Outro ponto muito importante é a higiene destes veículos, tudo deve ser feito de modo a  contribuir para um transporte seguro.

## Requisitos para os carros de transporte
O transporte de produtos alimentares deve seguir os seguintes requisitos (Transporte, 2004):
- A caixa onde é transportada as mercadorias não pode estar em contacto com a cabine do condutor;
- O piso deve ser vedado para que não saia líquido para o exterior;
- As paredes devem ser lisas;
- Os estrados devem ser resistentes e impermeáveis, e devem facilitar a circulação do ar;
- Devem ter dispositivos de refrigeração, para que se mantenha a conservação dos produtos que necessitem;
- Os veículos para transporte de carcaças, quartos ou peças de carne devem estar equipados com ganchos a uma altura a que os alimentos não tenham contacto com o chão;
- O transporte de pão não deve ter a superfície forrada com tecido;
- Os equipamentos de ventilação natural devem estar desligados com o veículo carregado.

## Características do transporte
O transporte deve ter determinado tipos de características consoante os alimentos que transporta, existe (Portaria, 1991):
Transporte aberto – Constituído por material não tóxico, com fácil limpeza, e desinfestação. Este transporte é para leite em embalagens metálicas, bebidas em garrafas, hortícolas e produtos idênticos.
Transporte aberto com protecção – Constituído por material de fácil limpeza com protecção de lona, plásticos e outros. Este transporte destina-se a biscoitos, cereais, derivados dos farináceos, temperos e especiarias, café, água mineral, doces, massas secas, óleos, sal, açúcar e derivados, alimentos em embalagens hermeticamente fechadas e produtos idênticos.
Transporte fechado à temperatura ambiente – Constituído com material não tóxico, com resistência, de fácil limpeza e fácil desinfestação, este transporte deve garantir que os produtos não se movam para garantir a sua integridade. Destina-se a produtos de panificação, produtos salgados ou de conserva, pescado salgado ou fumado, produtos de pastelaria e produtos análogos.
Transporte fechado, isotérmico e refrigerado – Constituído por material liso, com resistência, não tóxico e impermeável. Para uma conservação a quente a temperatura deve ser mantida acima de 65 °C, para um produto refrigerado deve manter-se entre 4 °C a 6 °C, resfriado entre 6 °C a 10 °C, para produtos congelados entre -18 °C a -15 °C tendo sempre em conta as especificações do fabricante, os termómetros devem estar em condições de bom funcionamento. Devem estar equipados de estrados, prateleiras, caixas e ganchos. Este transporte dirige-se a carnes, sumos, creme vegetal e margarina, congelados ou supercongelados, gelados, gorduras em embalagens metálicas, produtos de pastelaria que necessitem de controlo de temperatura, refeições prontas para consumo e produtos idênticos.

## Transporte de alimentos
Este tipo de transporte necessita um controle de temperaturas muito rígido e a adequação às normas para especificas para estes.
Os alimentos perecíveis estão regulados pela norma geral e pelo acordo internacional de transportes – APT, este acordo tem como objectivo que os alimentos sejam transportados internacionalmente e que garantam as condições para o consumo, assim como os veículos de transporte devem garantir as condições técnicas necessárias.
O transporte de alimentos perecíveis deve ser efectuado em veículos isotérmicos, refrigerados, frigoríficos ou ainda caloríficos. Para cada alimento estão especificadas as devidas temperaturas:
- -18 ºC,malhados e ultracongelados,
- 6 ºC Manteigas,
- 4 ºC Produtos de caça,
- 4 ºC Leite cru para consumo,
- 6 ºC Leite destinado à industria,
- 4 ºC Produtos lácteos (iogurtes, natas e queijo),
- 6 ºC Pescado, moluscos e crustáceos embalados em gelo, e produtos a base de carne,
- 7 ºC Carne,
- 4 ºC Aves.

A norma estabelece as seguintes definições (Transporte de alimentos perecíveis, 2008):
Veículos isotérmicos – Veículo onde a caixa tem paredes isoladas, incluindo as portas o solo e o tecto.
Veículo refrigerado – Veículo isotérmico mas com uma fonte de frio, que permite regular a temperatura até -20 ºC.
Veículo frigorifico – Veículo isotérmico mas com um mecanismo capaz de produzir frio, reduzindo assim a temperatura entra 12 a -20 ºC.
Veículo calorífico – Veículo isotérmico mas com uma fonte capaz de produzir calor, permitindo elevar a temperatura e mantê-la 12 horas, constante ou superior a 12 ºC.

## Higiene no transporte de produtos alimentares
Os carros que transportam produtos alimentares devem ser desinfestados e lavados diariamente, esta limpeza deve incluir as paredes o tecto, barras e ganchos, piso e estrados. Os recipientes que transportam produtos alimentares também devem ser lavados diariamente. Em particular nos veículos que transportam carne devem ser removidas todas as gorduras (Transporte, 2004).

## Ligação externa
- Portal de Segurança Alimentar